# 貴格加普鎮區 (北卡羅萊納州斯托克斯縣)
貴格加普鎮區（英語：Quaker Gap Township）是位於美國北卡羅萊納州斯托克斯縣的一個鎮區。

## 地方資料
貴格加普鎮區的面積為116.29平方千米，皆為陸地。根據2020年美國人口普查的數據，當地共有人口2096人，而人口密度為每平方千米18.02人。